# Пиле-Гола, Марсель
Марсель Пиле-Гола (фр. Marcel Pilet-Golaz; 31 декабря 1889 года, Коссонэ, кантон Во, Швейцария — 11 апреля 1958 года, Париж, Франция) — швейцарский политик, президент.

## Биография
Марсель Пиле-Гола получил степень доктора права в университете Лозанны в 1912 году, одновременно с патентом адвоката. Член правления радикальной партии, он входил в состав Большого совета кантона Во с 1921 по 1928 год, а также Национального совета (парламента) Швейцарии с 1925 по 1928 год. 13 декабря 1928 года стал преемником Эрнеста Шуара в Федеральном совете (правительстве) Швейцарии.
- 13 декабря 1928 — 7 ноября 1944 — член Федерального совета Швейцарии.
- 1 января — 30 апреля 1929 — начальник департамента (министр) внутренних дел.
- 1 января 1930 — 1940 — начальник департамента почт и путей сообщения.
- 6 марта 1940 — 4 января 1945 — начальник политического департамента.
- 1933, 1939, 1944 — вице-президент Швейцарии.
- 1934, 1940 — президент Швейцарии.

В качестве руководителя внешней политикой, с марта 1940 года Пиле-Гола пытался найти баланс между требованиями Германии и союзников в отстаивании независимости Швейцарии. Он выбрал весьма спорный путь строительства довольно хороших отношений с Германским рейхом.
Его радиообращеие к народу в качестве президента 25 июня 1940 года, вскоре после капитуляции Франции, было двусмысленным. Его риторика о возобновлении авторитарной демократии вызвала большие сомнения относительно его намерений. Своими словами, однако, он достиг противоположного. Речь была очень плохо воспринята населением, а приём представителей швейцарских националистов 10 и 14 сентября того же года окончательно испортил его репутацию.
Его попытки вступить в 1944 году в секретные переговоры с СССР, который швейцарское правительство никогда официально не признавало, были отвергнуты. Пресса и общественность сделали Пиле-Голу ответственным за эту политику, и он подал в отставку 7 ноября 1944 года.